# Wahl des deutschen Bundespräsidenten 1994
- PDS: 34
- SPD: 502
- Grüne: 43
- CDU/CSU: 620
- FDP: 112
- REP: 8
- Unabh.: 5

Bei der Wahl zum deutschen Bundespräsidenten 1994 durch die 10. Bundesversammlung wurde der Präsident des Bundesverfassungsgerichtes Roman Herzog zum siebten Bundespräsidenten gewählt. Ursprünglich war der als ultrakonservativ geltende Steffen Heitmann als Kandidat der Unionsparteien vorgesehen, doch dieser wurde aufgrund umstrittener Äußerungen zur Rolle der Frau, zum Holocaust oder über Ausländer zurückgezogen. So trat Herzog recht überraschend als Kandidat der CDU/CSU an. Herzog war als liberal geltender Kandidat insbesondere auch für die FDP wählbarer, auf deren Stimmen die Unionsparteien in der Bundesversammlung angewiesen waren.
Johannes Rau, Ministerpräsident von Nordrhein-Westfalen, verlor die Wahl gegen Herzog, konnte aber schließlich 1999 die Wahl gewinnen.
Dem damaligen SPD-Vorsitzenden Rudolf Scharping wurde vorgeworfen, zu lange an Rau festgehalten zu haben. In Anbetracht von Raus Chancenlosigkeit hätte er Rau drängen sollen, zugunsten Hamm-Brüchers aufzugeben und damit einen Keil zwischen CDU/CSU und FDP zu treiben.
Jens Reich, Bürgerrechtler von Bündnis 90 der ausklingenden DDR-Zeit und vorgeschlagen von Bündnis 90/Die Grünen, sowie der von den rechten Republikanern nominierte Journalist Hans Hirzel, während der Zeit des Nationalsozialismus Mitglied der Widerstandsorganisation Weiße Rose, galten von vorneherein als chancenlos.
Durch die Wiedervereinigung und nach einer durch das Viermächteabkommen entstandenen 25-jährigen Zwangspause wurde der Bundespräsident wieder in Berlin gewählt.

## Bundesversammlung
Die Bundesversammlung wurde gemäß § 8 BPräsWahlG von der Präsidentin des Bundestages, Rita Süssmuth, geleitet.
Nach Art. 54 Abs. 5 GG ist gewählt, wer im ersten oder zweiten Wahlgang „die Stimmen der Mehrheit der Mitglieder der Bundesversammlung erhält“. 1994 waren hierzu 663 Stimmen notwendig. In dem weiteren 3. Wahlgang ist der Kandidat mit den meisten Stimmen gewählt.
Es war die vielleicht spannendste Bundesversammlung überhaupt, da alle größeren Parteien, mit Ausnahme der PDS, eigene Kandidaten ins Rennen schickten. In der Bundesversammlung verfügte die CDU/CSU mit 620 Delegierten über die meisten Sitze, aber nicht die absolute Mehrheit. Deshalb konnte ihr Kandidat, Roman Herzog, nicht mit einer Mehrheit im ersten und zweiten Wahlgang rechnen. Als Königsmacherin galt die FDP mit ihren 112 Delegierten, die mit Hildegard Hamm-Brücher antraten. Sofern diese in späteren Wahlgängen nicht mehr antreten würde, könnten ihre Delegierte zwischen Herzog und Johannes Rau entscheiden. Raus SPD hatte zwar mit 502 weit weniger Delegierte als die Union, allerdings war der nordrhein-westfälische Ministerpräsident auch für viele Liberale gut wählbar. Kandidat des Bündnis 90/Die Grünen, Jens Reich, der mit 43 Delegierten rechnen konnte, hatte kaum eine Chance. Gleiches galt für den Kandidaten der Republikaner, der nur auf acht Delegierte bauen konnte.
| Partei       | Partei | Mitglieder | Mitglieder | Mitglieder |
| Partei       | Partei | Bund       | Länder     | gesamt     |
| ------------ | ------ | ---------- | ---------- | ---------- |
| CDU/CSU      |        | 318        | 302        | 620        |
| SPD          |        | 239        | 263        | 502        |
| FDP          |        | 79         | 33         | 112        |
| Grüne        |        | 8          | 35         | 43         |
| PDS          |        | 17         | 17         | 34         |
| Republikaner |        | –          | 8          | 8          |
| Unabhängige  |        | 1          | 4          | 5          |
| Gesamt       | Gesamt | 663        | 663        | 1324       |

## Ergebnis
| Wahlgang                                              | Kandidat               | Stimmenzahl | Anteil | Partei | Partei       | Unterstützer          |
| ----------------------------------------------------- | ---------------------- | ----------- | ------ | ------ | ------------ | --------------------- |
| 1. Wahlgang                                           | Roman Herzog           | 604         | 45,6 % |        | CDU          | CDU/CSU               |
| 1. Wahlgang                                           | Johannes Rau           | 505         | 38,1 % |        | SPD          | SPD                   |
| 1. Wahlgang                                           | Hildegard Hamm-Brücher | 132         | 10,0 % |        | FDP          | FDP                   |
| 1. Wahlgang                                           | Jens Reich             | 62          | 4,7 %  |        | Parteilos    | Bündnis 90/Die Grünen |
| 1. Wahlgang                                           | Hans Hirzel            | 12          | 0,9 %  |        | Republikaner | Republikaner          |
| 1. Wahlgang                                           | Enthaltungen           | 2           | 0,1 %  |        |              |                       |
| 1. Wahlgang                                           | Ungültige Stimmen      | 2           | 0,1 %  |        |              |                       |
| 1. Wahlgang                                           | Keine Stimmabgabe      | 5           | 0,4 %  |        |              |                       |
| 2. Wahlgang                                           | Roman Herzog           | 622         | 47,0 % |        | CDU          | CDU/CSU               |
| 2. Wahlgang                                           | Johannes Rau           | 559         | 42,2 % |        | SPD          | SPD                   |
| 2. Wahlgang                                           | Hildegard Hamm-Brücher | 126         | 9,5 %  |        | FDP          | FDP                   |
| 2. Wahlgang                                           | Hans Hirzel            | 11          | 0,8 %  |        | Republikaner | Republikaner          |
| 2. Wahlgang                                           | Enthaltungen           | 0           | 0,0 %  |        |              |                       |
| 2. Wahlgang                                           | Ungültige Stimmen      | 1           | 0,1 %  |        |              |                       |
| 2. Wahlgang                                           | Keine Stimmabgabe      | 5           | 0,4 %  |        |              |                       |
| 3. Wahlgang                                           | Roman Herzog           | 696         | 52,6 % |        | CDU          | CDU/CSU, FDP          |
| 3. Wahlgang                                           | Johannes Rau           | 605         | 45,7 % |        | SPD          | SPD                   |
| 3. Wahlgang                                           | Hans Hirzel            | 11          | 0,8 %  |        | Republikaner | Republikaner          |
| 3. Wahlgang                                           | Enthaltungen           | 7           | 0,5 %  |        |              |                       |
| 3. Wahlgang                                           | Ungültige Stimmen      | 1           | 0,1 %  |        |              |                       |
| 3. Wahlgang                                           | Keine Stimmabgabe      | 4           | 0,3 %  |        |              |                       |
| Damit war Roman Herzog zum Bundespräsidenten gewählt. |                        |             |        |        |              |                       |